# Yvonne Vernon
Mathilde Marie Yvonne Mouttet-Vernon dite Yvonne Vernon (1883-1918) est une romancière et essayiste française.

## Biographie
Mathilde Marie Yvonne Mouttet est la petite-fille d'Armand Baudouin (?- 7 mars 1916), directeur du magazine La Vie parisienne, la fille de Marie-Amandine Labbe (1860-?) et de Paul Mouttet dit Vernon, artiste-peintre. Yvonne Vernon fréquente, âgée d'à peine vingt ans, le salon littéraire d'Augustine Bulteau (1860-1922), qui signait dans Le Figaro des chroniques sous le nom de « Fœmina » et des romans sous celui de « Jacque Vontade », ou encore les dîners organisés par Isabelle Crombez de La Baume-Pluvinel (1858-1911), alias « Laurent Évrard » ; ces deux amies occupent le palais Dario à Venise et y reçoivent de nombreuses personnalités du monde des arts et de la culture. Salons et dîners très fréquentés et influents en ce début de siècle, Vernon y croise entre autres Anna de Noailles, Natalie Clifford Barney, Pierre Louÿs, le poète Paul-Jean Toulet avec lequel elle a une liaison.
Les premiers écrits de Vernon paraissent en janvier 1902 dans La Revue blanche.
En 1904, le sculpteur italien Domenico Trentacoste exécute son portrait en pied édité sous la forme d'une plaquette en bronze. Le 9 juin 1906 à Paris, Yvonne Vernon se marie avec le comte Candido-Marcello Sabini, attaché commercial à l’ambassade d’Italie en France,. 
Dans les années 1901-1904, Yvonne Vernon voyage en Méditerranée, puis en Chine et au Japon. En 1904, elle publie Terre de voyages, impressions de lumière chez Paul Ollendorff. Elle établit une longue correspondance avec Toulet, commencée dès 1899. Elle fréquente à partir de 1910, le « salon de l'Amazone », organisé par Natalie Clifford Barney. 
Elle meurt le 1er août 1918 à Menton (Alpes-Maritimes) où elle est inhumée ; la presse parisienne la mentionne comme morphinomane, ayant succombé à son addiction. 
En 1925, sont publiés plusieurs textes de Vernon à titre posthume.

## Œuvre
- Spleen de vieille dame, in: La Revue blanche, janvier-avril 1902.
- Terre de voyages, impressions de lumière, récit de voyage, Ollendorff, 1904.
- Claire Maret, in: La Renaissance latine, juillet 1904 ; publié par Ollendorff, 1905.
- Le Dimanche sentimental, in: La Vie parisienne, 16 décembre 1905.
- Promenade, in: La Vie parisienne, 14 janvier 1911.
- Noby, roman, A. Tolmer, 1925.
- Les souvenirs de Noby, roman, A. Tolmer, 1925.
- Chine. Japon. Stamboul, récits de voyage, préfacé par Charles Diehl, A. Tolmer, 1925.